# FA Community Shield 2013
Lo FA Community Shield 2013 si è disputato domenica 11 agosto 2013 al Wembley Stadium di Londra.
La sfida ha visto contrapporsi il Manchester United, campione d'Inghilterra in carica, ed il Wigan, detentore dell'ultima FA Cup. Per il Manchester United si è trattata della sesta apparizione nelle ultime sette edizioni della competizione, mentre per il Wigan è stata la prima presenza in assoluto. A più di trent'anni di distanza dall'ultima volta, una squadra di Football League Championship (seconda divisione inglese) ha preso parte al match.
A conquistare il trofeo è stato il Manchester United, che si è imposto per 2-0 grazie ad una doppietta di Robin van Persie. La squadra di David Moyes ha vinto il Community Shield per la 20ª volta nella sua storia.

## Partecipanti
| Squadre        | Qualificazione                           | Partecipazioni precedenti (il grassetto indica la vittoria) |
| -------------- | ---------------------------------------- | --- |
| Manchester Utd | Vincitore della Premier League 2012-2013 | 28 (1908, 1911, 1948, 1952, 1956, 1957, 1963, 1965, 1967, 1977, 1983, 1985, 1990, 1993, 1994, 1996, 1997, 1998, 1999, 2000, 2001, 2003, 2004, 2007, 2008, 2009, 2010, 2011) |
| Wigan          | Vincitore della FA Cup 2012-2013         | Nessuna |

## Tabellino
| Arbitro: | Mark Clattenburg |

|                    |           |  |
| van Persie 6’, 59’ | Marcatori |  |

| Manchester United | Wigan Athletic |

### Formazioni
| P               | 1  | David de Gea      |       |     |
| TD              | 2  | Rafael            |       | 16’ |
| DC              | 15 | Nemanja Vidić     |       |     |
| DC              | 4  | Phil Jones        |       |     |
| TS              | 3  | Patrice Evra      |       |     |
| CC              | 23 | Tom Cleverley     | 90+1’ |     |
| CC              | 16 | Michael Carrick   |       |     |
| CC              | 11 | Ryan Giggs        |       | 67’ |
| AD              | 29 | Wilfried Zaha     |       | 61’ |
| AS              | 19 | Danny Welbeck     |       | 83’ |
| A               | 20 | Robin van Persie  |       | 83’ |
| A disposizione: |    |                   |       |     |
| P               | 13 | Anders Lindegaard |       |     |
| D               | 6  | Jonny Evans       |       |     |
| D               | 12 | Chris Smalling    |       | 16’ |
| C               | 8  | Anderson          |       | 67’ |
| C               | 25 | Antonio Valencia  |       | 61’ |
| C               | 26 | Shinji Kagawa     |       | 83’ |
| C               | 44 | Adnan Januzaj     |       | 83’ |
| Allenatore:     |    |                   |       |     |
| David Moyes     |    |                   |       |     |

| P               | 1  | Scott Carson         |     |     |
| TD              | 17 | Emmerson Boyce       |     |     |
| DC              | 24 | James Perch          |     |     |
| DC              | 25 | Leon Barnett         |     |     |
| TS              | 3  | Stephen Crainey      |     |     |
| CC              | 4  | James McCarthy       |     | 86’ |
| CC              | 8  | Ben Watson           |     | 71’ |
| CC              | 16 | James McArthur       | 50’ | 61’ |
| AD              | 10 | Shaun Maloney        |     | 71’ |
| A               | 11 | James McClean        |     | 61’ |
| AS              | 9  | Grant Holt           |     | 61’ |
| A disposizione: |    |                      |     |     |
| P               | 13 | Lee Nicholls         |     |     |
| C               | 7  | Chris McCann         |     | 61’ |
| C               | 14 | Jordi Gómez          |     | 71’ |
| C               | 18 | Roger Espinoza       | 88’ | 71’ |
| C               | 29 | Nouha Dicko          |     | 86’ |
| A               | 15 | Callum McManaman     |     | 61’ |
| A               | 32 | Marc-Antoine Fortuné |     | 61’ |
| Allenatore:     |    |                      |     |     |
| Owen Coyle      |    |                      |     |     |